# جولييان كاردونا
جولييان كاردونا (بالإسبانية: Julián Cardona)‏ هو دراج كولومبي، ولد في 19 يناير 1997 في لا يونيون في كولومبيا.

## وصلات خارجية
- جولييان كاردونا على موقع الاتحاد الدولي للدراجات (الإنجليزية)
- جولييان كاردونا على موقع أرشيف الدراجات (الإنجليزية)
- جولييان كاردونا على موقع إحصائيات الدراجات الإحترافية (الإنجليزية)
- جولييان كاردونا على موقع نسبة الدراجات (الإنجليزية)